# چستن ریج (نیویورک)
چستن ریج (به انگلیسی: Chestnut Ridge) یک منطقهٔ مسکونی در ایالات متحده آمریکا است که در شهرستان راکلند، نیویورک واقع شده‌است. چستن ریج ۱۲٫۸ کیلومتر مربع مساحت و ۷٬۹۱۶ نفر جمعیت دارد و ۱۲۶ متر بالاتر از سطح دریا واقع شده‌است.